# Kōdō-ha

Die Gösch der kaiserlich japanischen Marine, vor und während des Zweiten Weltkriegs von der Kōdō-ha als Parteifahne genutzt.

Die Kōdō-ha (jap. 皇道派, dt. „Faktion/Gruppe des kaiserlichen Wegs“) war eine nationalistische und militaristische japanische Partei.
In den frühen 1930er Jahren wurde die Kōdō-ha als eine Bewegung gegründet, die die innenpolitische Revolution (als Antwort auf sozialfeindliche Politik korrupter Bürokraten) und außenpolitische Aggression gegen die Feinde Japans, allen voran die Sowjetunion, befürwortete. Zu ihren Gründern zählen die Generäle Mazaki Jinzaburō und Araki Sadao, der auch der erste Parteiführer war.
Von 1931 bis 1934 war Araki Kriegsminister und die Kōdō-ha bestimmte in dieser Zeit die Politik des japanischen Militärswesens. Dieser Zustand endete mit der Berufung von Hayashi Senjūrō zum Heeresminister, da sich Araki Sadao aus gesundheitlichen Gründen aus der Politik zurückzog. Hayashi war ein führender Politiker der Tōsei-ha („Gruppe der Kontrolle“), die mit der Kōdō-ha rivalisierte. Bestehende Pläne zur Aufrüstung für einen Krieg gegen die Sowjetunion wurden vorzeitig beendet und Mitglieder der Kōdō-ha aus hochrangigen, militärischen Posten entfernt. Nur Mazaki durfte seinen Posten als Generalinspektor für Militärausbildung behalten, wurde jedoch 1935 zum Rücktritt gezwungen. Daraufhin verübte Aizawa Saburō, ein Leutnant und Mitglied der Kōdō-ha, am 12. August 1935 einen tödlichen Anschlag auf Nagata Tetsuzan, Chef des Büros für militärische Angelegenheiten und Berater von Hayashi. Der Anschlag auf Nagata Tetsuzan führte dazu, dass sich die Armee in einer schweren Krise wiederfand, die schließlich in dem Putschversuch vom 26. Februar 1936 gipfelte. Nagata war von den jüngeren Mitgliedern der Kōdō-ha für Mazakis Rücktritt und die Abkehr des Militärs von den Idealen der Kōdō-ha verantwortlich gemacht worden.
Während des in der Öffentlichkeit äußerst kontrovers diskutierten Gerichtsverfahrens von Aizawa, in dem die Verteidigung die bedingungslose Treue des Angeklagten zum Tennō bekräftigte, versuchten mehrere hundert Kōdō-ha Mitglieder am 26. Februar 1936 einen Putsch, da sie auf die öffentliche Sympathie für Aizawa bauten. Dieser Versuch schlug jedoch fehl und wurde innerhalb von 3 Tagen niedergeschlagen sowie die Rädelsführer zum Tode oder lebenslanger Haft verurteilt. Aizawa wurde ebenso zum Tode verurteilt und hingerichtet. Einer der zum Tode Verurteilten war Kita Ikki, dessen politische Überzeugungen die ideologischen Grundlagen der Attentäter bildeten. In der Folge fiel die Kōdō-ha für mehrere Jahre in die politische Bedeutungslosigkeit, gleichzeitig wurde die Tōsei-ha zur führenden Partei Japans bis 1941.
Die Partei galt als politischer Arm von Heer und Marine, ihr Ziel war die Errichtung einer Militärdiktatur. Sie wurde massiv von jungen Offizieren der kaiserlich japanischen Armee aus dem unteren Mittelstand unterstützt. Zu den Unterstützern gehörten auch Angehörige der ehemaligen Saga- und Tosa-han (heute die Präfekturen Saga und Kōchi), die besonders an der Meiji-Restauration (meiji ishin) beteiligt waren.
Die Kōdō-ha wurde 1945 vom Supreme Commander for the Allied Powers aufgelöst.

## Ideologisches Profil
Die Ideologie der Kōdō-ha wird von der modernen Politikwissenschaft, analog zum Modell Ernst Noltes, mehrheitlich dem Faschismus zugeordnet. In diesem Zusammenhang wird von japanischem oder „Tennō-Faschismus“ gesprochen. Jedoch bestehen gegenüber der italienischen Partito Nazionale Fascista und der deutschen NSDAP auch starke Unterschiede, welche ultra-rechte japanische Politiker heranziehen, um die Verwandtschaft mit dem Faschismus zu leugnen.
Die wesentlichen Elemente des japanischen Faschismus sind:
- Monarchismus
- Nationalismus
- Militarismus
- Chauvinismus
- Traditionsverbundenheit
- Führerprinzip

Wie keine politische Kraft vor und nach ihr stützte sich die Kōdō-ha auf das Prinzip des Staats-Shintō und den Anspruch der Göttlichkeit des Tennō. Über den shintō bildete der japanische Monarchismus ein Bindeglied der japanischen Geschichte, das bis in die Yamato-Zeit zurückführt. Über dieses Bindeglied konnte die Kōdō-ha sehr leicht ihre Interpretation des yamato-damashii und des bushidō, als Manifestationen einer vorgeblich ethnisch homogenen und überlegenen Nation transportieren. In Bezug auf den bushidō, vertrat die Kōdō-ha die Positionen des Hagakure und gründete ihren Traditionalismus auf der Kultur der Edo-Zeit. In der Edo-Zeit wurde der bushi (samurai) idealisiert; bis heute sind noch viele dieser Stereotype in der japanischen Kultur zu finden. Aus diesem historischen Erbe stammt auch das strikte Führerprinzip, was der Verbindung zwischen bushi und daimyō aus dem japanischen Mittelalter, entspricht.
Araki Sadao entwickelte auf dieser Grundlage eine neue Form des bushidō, welches über das seishin kyoiku (dt. „spirituelle Übungen“) schon vor der Regierung der Kōdō-ha Bestandteil der Ausbildung in der kaiserlich japanischen Armee wurden. De facto stellen die für seishin kyoiku publizierten Schriftstücke den ideologischen Kern der Bewegung dar.